# Canis Major
Canis Major (C Ma), o Cão Maior, é uma constelação do hemisfério celestial sul. O genitivo, usado para formar nomes de estrelas, é Canis Majoris.
As estrelas mais brilhantes são: Sirius (α CMa) de magnitude aparente -1,46, que é a estrela mais brilhante no céu noturno e também uma das mais próximas da Terra, Adhara (Epsilon CMa) de magnitude aparente 1,50, Wezen (Delta CMa) de magnitude aparente 1,84 e Mirzam (Beta CMa) de magnitude aparente 1,98.
VY Canis Majoris (VY CMa), de magnitude aparente 7,96, é uma das maiores e mais luminosas estrelas conhecidas.
As constelações vizinhas são Monoceros, Lepus, Columba e Puppis.

## Estrelas da constelação Canis Major na bandeira do Brasil
- α CMa, Sirius (primeira grandeza): representa o Mato Grosso.
- β CMa, Mirzam (segunda grandeza): representa o Amapá.
- γ CMa, Muliphen (quarta grandeza): representa Rondônia.
- δ CMa, Wezen (segunda grandeza): representa Roraima.
- ε CMa, Adhara (embora seja a mais brilhante dentre todas as estrelas de segunda grandeza da esfera celeste, na bandeira está desenhada como se fosse de terceira grandeza): representa o Tocantins.